# Jean-Pierre de Caussade
Jean-Pierre de Caussade, né le 7 mars 1675 à Cahors (France) et mort le 8 décembre 1751 à Toulouse (France), est un prêtre jésuite français et maître spirituel.

## Biographie
Entré dans la Compagnie de Jésus en 1693 et ordonné prêtre en 1704, Caussade fut d'abord enseignant dans différents collèges jésuites avant de consacrer la plus grande partie de son temps à la direction spirituelle. Il fut le recteur du collège de Perpignan (1739) et d'Albi (1743). 
C'est comme guide spirituel qu'il trouve sa place dans l'histoire religieuse de la France. Il était directeur des Visitandines et donnait les Exercices spirituels d'Ignace de Loyola, lorsqu'il était directeur de la maison de retraite de Nancy. Son approche spirituelle, encourageant l'oraison de quiétude et poussant à la passivité dans la vie spirituelle, à la confiance en Dieu fit qu'on l'accusa de quiétisme.

### Ses écrits
Ses écrits authentiques se ramènent à un certain nombre de Lettres de direction spirituelle et quelques petits textes spirituels. L'Abandon à la Providence divine, le livre de spiritualité qui a fait connaître le nom de Jean-Pierre de Caussade au public, n'est pas directement de sa plume. Composé dans la première moitié du XVIIIe siècle, possiblement par une femme, il fut lu et copié dans l'entourage de Madame Guyon, et ensuite chez les Visitandines. Il ne fut publié qu'en 1860, lorsque le jésuite Henri Ramière en prit connaissance. Ramière fut trompé par des visitandines qui montèrent un stratagème pour le persuader d'attribuer ce livre à Caussade. Les visitandines voulaient mettre Caussade à l'honneur parce qu'il avait laissé un souvenir marquant comme directeur spirituel au couvent des Visitandines de Nancy. 
D'autres textes spirituels ont été attribués à Caussade qui ne sont pas de lui ou de façon très lointaine.

### Sa spiritualité
Caussade est derrière l'expression de "sacrement du moment présent". Pour lui tous les événements de la vie étaient comme des signes de la présence divine, une présence qui se révèle à l'homme lorsque ces mêmes événements sont regardés et interprétés par la foi. 
Caussade entendait la vie chrétienne comme devant être un exercice de coopération entre l'homme et Dieu dans chaque événement du moment présent. Il recommandait que la prière soit un simple acte d'abandon confiant à ce Dieu qui vient à l'homme. A l'homme alors restait de discerner cette présence dans l'instant et de cooopérer avec Dieu en faisant sa volonté.